# Shonichi
„Shonichi” (jap. 初日) – piosenka japońskiego zespołu AKB48 z teatralnego repertuaru Team B 3rd Stage „Pajama Drive” (jap. チームB 3rd Stage「パジャマドライブ」). Piosenka znalazła się także na 9. singlu Baby! Baby! Baby!, 12. singlu Namida Surprise!, albumie Kamikyokutachi oraz drugim singlu unitu NO NAME – Kono namida o kimi ni sasagu.
Piosenka została również scoverowana przez zagraniczne siostrzane grupy AKB48 w ich lokalnych językach, w tym indonezyjska wersja JKT48, która pojawiła się na pierwszym albumie grupy Heavy Rotation wydanym w 2013 roku, oraz tajlandzka wersja BNK48, wydana jako trzeci singel w 2018 roku.
W styczniu 2009 roku piosenka została wybrana jako nr 1 przez fanów podczas Request Hour grupy AKB48, zorganizowanym w Shibuya-AX.

## Wersja BNK48
Grupa BNK48 wydała własną wersję piosenki, zatytułowaną „Shonichi (Wan Raek)” (taj. Shonichi (วันแรก)), jako trzeci singel 7 maja 2018 roku. Ukazał się w dwóch edycjach (Type A, Type B). Sprzedał się w liczbie 170 tys. egzemplarzy.

### Historia
Premiera utworu „Shonichi” jako trzeciego singla grupy została ogłoszona na spotkaniu z fanami BNK48 We Wish You, które odbyło się w Siam Square One w Bangkoku 24 grudnia 2017 roku. W tym samym wydarzeniu ogłoszono imiona szesnastu członkiń wchodzących w skład senbatsu tytułowej piosenki: Cherprang, Jaa, Jan, Jane, Jennis, Kaew, Kaimook, Mobile, Music, Nam-Neung, Noey, Orn, Pun, Pupe, Satchan oraz Tarwaan, z Music i Noey jako centrami.
Podobnie jak w dwóch poprzednich singlach, okładka została wyprodukowana przez The Uni_form Design Studio. Na przedniej okładce każdego typu znajduje się japoński zapis słowa „shonichi” zapisany 16 kreskami reprezentującymi 16 członkiń senbatsu, zwieńczone tajlandzkim słowem „wan raek” (taj. วันแรก) napisanym przez Music (dla typu A) i Noey (dla typu B).
Teledysk do utworu tytułowego ukazał się 9 kwietnia 2018 roku.

### Lista utworów
Type A
| CD | CD                                                  | CD                 | CD                        | CD      |
| Nr | Tytuł utworu                                        | Tekst              | Oryginalna piosenka       | Długość |
| -- | --------------------------------------------------- | ------------------ | ------------------------- | ------- |
| 1. | „Shonichi (Wan Raek)” (taj. Shonichi (วันแรก))       | Prapop Chomthaworn | „Shonichi”                | 3:48    |
| 2. | „Sakura no Hanabiratachi” (taj. ความทรงจำและคำอำลา) | Tanupop Notayanont | „Sakura no hanabiratachi” | 5:18    |
| 3. | „Namida Surprise!” (taj. ประกายน้ำตาและรอยยิ้ม!)       | Trai Bhumiratna    | „Namida Surprise!”        | 4:40    |
| 4. | „Shonichi (Wan Raek)” (Off Vocal ver.)              |                    | „Shonichi”                | 3:48    |
| 5. | „Sakura no Hanabiratachi” (Off Vocal ver.)          |                    | „Sakura no hanabiratachi” | 5:18    |
| 6. | „Namida Surprise!” (Off Vocal ver.)                 |                    | „Namida Surprise!”        | 4:40    |

Type B
| CD | CD                                                  | CD                 | CD                                          | CD      |
| Nr | Tytuł utworu                                        | Tekst              | Oryginalna piosenka                         | Długość |
| -- | --------------------------------------------------- | ------------------ | ------------------------------------------- | ------- |
| 1. | „Shonichi (Wan Raek)” (taj. Shonichi (วันแรก))       | Prapop Chomthaworn | „Shonichi”                                  | 3:48    |
| 2. | „Sakura no Hanabiratachi” (taj. ความทรงจำและคำอำลา) | Tanupop Notayanont | „Sakura no hanabiratachi”                   | 5:18    |
| 3. | „Anata to Christmas Eve” (taj. คำสัญญาแห่งคริสต์มาสอีฟ)  | Trai Bhumiratna    | „Anata to Christmas Eve” (Team A 1st Stage) | 4:49    |
| 4. | „Shonichi (Wan Raek)” (Off Vocal ver.)              |                    | „Shonichi”                                  | 3:48    |
| 5. | „Sakura no Hanabiratachi” (Off Vocal ver.)          |                    | „Sakura no hanabiratachi”                   | 5:18    |
| 6. | „Anata to Christmas Eve” (Off Vocal ver.)           |                    | „Anata to Christmas Eve” (Team A 1st Stage) | 4:49    |